# Johan David Schantz
Johan David Schantz, född 1644 i Stockholm, död 21 april 1698 i Malmö, var en svensk ämbetsman.

## Biografi
Johan David Schantz föddes 1644 i Stockholm och döptes 2 juli samma år. Han var son till sekreteraren Johan Eberhard Schantz hos kung Karl X Gustav och Maria Seyfritz. Schantz blev i maj 1654 student vid Uppsala universitet och var från 1666 extra ordinarie kanslist i Riksarkivet. Han blev 1667 kanslist vid kungliga majestäts kansli och 25 februari 1670 sekreterare vid militärstaten i Skåne, Halland och Blekinge. Från 20 juni 1676 var han generalguvernemantssekreterare vid nämnda platser. Han adlades 4 augusti 1681 till Schantz och introducerades vid Sveriges riddarhus 1682 som nummer 1002. Schantz avled 1698 i Malmö.

### Familj
Schant gifte sig 12 maj 1670 i Uppsala med Elisabet Scheffer (1650–1690). Hon var dotter till professorn Johannes Schefferus vid Uppsala universitet och Regina Loccenia. De fick tillsammans barnen löjtnanten Johan Eberhard Schantz (1671–1699) vid Skånska kavalleriregementet, majoren Carl Fredrik Schantz (1672–1740) vid Malmöska regementet och kaptenen Magnus Gabriel Schantz (1675–1715) vid drottningens livregemente.